# Kuwaé

Kuwaé (Kuwae) ou Karua é um vulcão submarino situado entre as ilhas Epi e Tongoa, em Vanuatu.

## Erupção Kuwaé em 1453
A erupção do vulcão Kuwaé no final de 1452 até 1453, provavelmente superou a erupção de Tambora, na quantidade de partículas jogadas na atmosfera. As consequências climáticas da erupção foram sensíveis durante vários anos.